# Vandans
Vandans est une commune autrichienne du district de Bludenz dans le Vorarlberg.

## Géographie
Vandans est située dans la vallée du Montafon, à 660 m d'altitude.
Elle est desservie par le Montafonerbahn et plusieurs lignes de Landbus qui desservent aussi la station de sports d'hiver de Golm, située juste au-dessus du village.